# Saundatti-Yellamma
Saundatti-Yellamma é um cidade no distrito de Belgaum, no estado indiano de Karnataka.

## Demografia
Segundo o censo de 2001, Saundatti-Yellamma tinha uma população de 38 212 habitantes. Os indivíduos do sexo masculino constituem 51% da população e os do sexo feminino 49%. Saundatti-Yellamma tem uma taxa de literacia de 61%, superior à média nacional de 59,5%: a literacia no sexo masculino é de 70% e no sexo feminino é de 51%. Em Saundatti-Yellamma, 14% da população está abaixo dos 6 anos de idade.